# Tapa (comune rurale)
Tapa è un comune rurale dell'Estonia nordorientale, nella contea di Lääne-Virumaa. Il centro amministrativo è l'omonima città (in estone linn) di Tapa.

## Località
Oltre al capoluogo, il comune comprende un borgo (in estone alevik), Lehtse, e 25 località (in estone küla):
Imastu, Jootme, Jäneda, Karkuse, Kuru, Kõrveküla, Linnape, Loksu, Lokuta, Läpi, Läste, Moe, Nõmmküla, Näo, Patika, Piilu, Pruuna, Rabasaare, Raudla, Rägavere, Räsna, Saiakopli, Saksi, Tõõrakõrve, Vahakulmu.